# Товілл (Іллінойс)
Товілл (англ. Thawville) — селище (англ. village) в США, в окрузі Іроквай штату Іллінойс. Населення — 215 осіб (2020).

## Географія
Товілл розташований за координатами 40°40′24″ пн. ш. 88°6′48″ зх. д. / 40.67333° пн. ш. 88.11333° зх. д. (40.673447, -88.113289).  За даними Бюро перепису населення США в 2010 році селище мало площу 0,85 км², уся площа — суходіл.

## Демографія
Згідно з переписом 2010 року, у селищі мешкала 241 особа в 95 домогосподарствах у складі 60 родин. Густота населення становила 283 особи/км².  Було 112 помешкання (132/км²).
Расовий склад населення:
| - 94,6 % — білих - 1,2 % — корінних американців - 0,4 % — чорних або афроамериканців - 0,4 % — азіатів |

До двох чи більше рас належало 2,5 %. Частка іспаномовних становила 9,1 % від усіх жителів.
За віковим діапазоном населення розподілялося таким чином: 25,7 % — особи молодші 18 років, 55,6 % — особи у віці 18—64 років, 18,7 % — особи у віці 65 років та старші. Медіана віку мешканця становила 39,9 року. На 100 осіб жіночої статі у селищі припадало 92,8 чоловіків;  на 100 жінок у віці від 18 років та старших — 90,4 чоловіків також старших 18 років.
Середній дохід на одне домашнє господарство  становив 47 765 доларів США (медіана — 50 625), а середній дохід на одну сім'ю — 58 886 доларів (медіана — 55 000). За межею бідності перебувало 14,9 % осіб, у тому числі 8,3 % дітей у віці до 18 років та 11,1 % осіб у віці 65 років та старших.
Цивільне працевлаштоване населення становило 94 особи. Основні галузі зайнятості: освіта, охорона здоров'я та соціальна допомога — 27,7 %, транспорт — 12,8 %, мистецтво, розваги та відпочинок — 12,8 %.